# 佐賀県立唐津南高等学校
佐賀県立唐津南高等学校（さがけんりつ からつみなみこうとうがっこう, Saga Prefectural Karatsu Minami High School）は、佐賀県唐津市神田字堤にある県立高等学校。通称は「南高」（みなみこう・なんこう）または「南」。農業と家庭に関する学科を有している。
入試倍率が県下で常に高倍率である。市内の高等学校の中で生徒数が一番少ない。バドミントン部が男女とも強豪。

## 概要
歴史
1948年（昭和23年）の学制改革によって発足した「佐賀県立唐津実業高等学校」の農業課程（農業科）を前身とする。1962年（昭和37年）に分離の上、「佐賀県立唐津農業高等学校」として独立。1996年（平成8年）に現校名「佐賀県立唐津南高等学校」に改称した。
校訓
1989年（平成元年）に制定。
- 「真」（まこと） - 常在不変の真の道理を学び極めよ
- 「拓」（ひらく） - 未知・未開・未来に向かって限りなく拓け
- 「育」（はぐくむ） - 万物を育み、自他共に伸び育て

校歌
1962年（昭和37年）に制定。作詞は池上吉彦、作曲は高田重男による。歌詞は3番まであり、校名は歌詞に登場しない。
校区
専門教育を行う高等学校なので、学区は佐賀県全域となる。
設置学科・課程
全日制課程 3学科 （1学年定員120名・3学級）
- 生産技術科（1学級40名）- 農業に関する学科
- 食品流通科（1学級40名）- 同上
- 生活教養科（1学級40名）- 家庭に関する学科

制服
- 男子 - 冬服は紺の学ラン（ラウンドカラー）、夏服はポロシャツ（平成18年度よりシャツに変更）、グレーのチェックのズボン。
- 女子 - 冬服はブレザー（ワンタッチネクタイ）チェックのスカート、夏服は開襟シャツ、冬服と同じ柄のスカート。

同窓会
「西陵会」と称している。

## 沿革
旧・佐賀県立唐津実業高等学校
- 1948年（昭和23年）4月1日
  - 学制改革により、「佐賀県立唐津実業高等学校」（新制高等学校）が発足[3] し、全日制課程（商業課程・工業課程）・定時制課程（商業課程・農業課程）を設置。
- 1950年（昭和25年）4月1日 - 全日制農業課程を設置。
- 1957年（昭和32年）4月1日 - 定時制農業課程の募集を停止。

旧・佐賀県立唐津農業高等学校
- 1962年（昭和37年）
  - 4月1日 - 唐津実業高等学校が3校に分離される。
    - 商業科が佐賀県立唐津商業高等学校、工業科が佐賀県立唐津工業高等学校、農業科が「佐賀県立唐津農業高等学校」として分離独立。農業科と園芸科を設置。

  - 7月5日 - 校歌を制定。
- 1964年（昭和39年）4月1日 - 生活科を設置。
- 1988年（昭和63年）4月1日 - 生活科を生活文化科に改称。
- 1989年（平成元年）
  - 2月28日 - 校舎改築（第一期工事）が完了。
  - 3月23日 - 校訓「真・拓・育」を制定。
  - 4月1日 - 農業科と園芸科を統合し、総合農業科に改編。食品流通科を新設。
- 1990年（平成2年）3月19日 - 校舎改築（第二期工事）が完了し、普通教室・産業振興棟1・2棟・格技場・部室等が完成。
- 1992年（平成4年）
  - 3月20日 - グラウンド造成工事が完成。
  - 4月29日 - 西陵同窓会館が完成。
- 1994年（平成6年）11月26日 - 　第1回 海外修学旅行（中国）を実施。

佐賀県立唐津南高等学校
- 1996年（平成8年）4月1日 - 「佐賀県立唐津南高等学校」（現校名）に改称。総合農業科を生産技術科、生活文化科を家庭科に関する生活教養科に変更。

## 学校行事
3学期制
1学期
- 4月 - 入学式、新入生宿泊研修
- 5月 - 開校記念登山（鏡山登山）、中間考査、生徒総会
- 6月 - 佐賀県高等学校総合体育大会（以下、県高総体）、校内意見発表大会
- 7月 - 期末考査、全国高等学校野球選手権大会佐賀県予選、クラスマッチ（球技大会）、インターンシップ（職業体験）、農業クラブ佐賀県大会
- 8月 - 中学生対象体験入学、農業クラブ九州大会

2学期
- 9月 - 体育大会、修学旅行
- 10月 - 中間考査、農業クラブ全国大会
- 11月 - 南高祭（文化祭）
- 12月 - 期末考査、クラスマッチ（球技大会）

3学期
- 1月 - 新春カルタ会
- 2月 - 推薦入試、学年末考査
- 3月 - 卒業式、後期入試、スポーツ大会

## 部活動
運動部
- 陸上部
- サッカー部
- 野球部
- テニス部
- バレーボール部（女）
- バスケットボール部
- 卓球部
- 剣道部
- バドミントン部
- ソフトボール部

文化部
- 図書部
- 放送部
- 国際教育研究部
- 茶道部
- マルチアート部
- 書道部
- 生物部
- JRC部

農業クラブ
- 果樹
- 野菜
- 草花
- 生物活用
- 食品製造
- 微生物
- 食品化学
- 食品流通

家庭クラブ
- 食物
- 被服

## 交通アクセス
最寄駅
- JR九州唐津線・筑肥線「唐津駅」

最寄バス停
- 昭和バス「唐津南高下」または「見借分道」

## 周辺
- 唐津市立第一中学校
- 唐津市立長松小学校
- 長松保育園
- 長松公民館
- 唐津神田郵便局
- JAからつ唐津支所

## その他
- 月に一度校内販売を行っている。生徒が栽培した野菜や、調理した物などが売ってあり、その中でも食品流通科が作っている南高クッキー（なんこうクッキー）はおいしいと評判である。